# Tan Yuling
Tan Yuling (谭玉龄 ; 11 août 1920 - 14 août 1942) était membre du clan des Tatala.
Elle portait le titre de Noble Concubine Impériale Mingxian, qui lui avait été accordé par l'empereur Puyi pendant la période où celui-ci était souverain du Mandchoukouo.

## Biographie
Au moment de son mariage, le 6 avril 1937, on lui accorda le titre de Concubine Impériale Xiang (祥貴人), c'est-à-dire un titre Concubine du cinquième rang.
Elle mourut six ans après de la fièvre typhoïde. Son aversion envers le régime japonais fut à l'origine des soupçons qui se portèrent sur le médecin nippon qui la soignait, suspecté de lui avoir injecté des bactéries typhoïdiques.
Après sa mort, elle fut élevée au titre posthume de Guifei, signifiant Noble Concubine (équivalent à un titre de Concubine du deuxième rang) et on lui donna le nom de Mingxian (明賢 « brillante et vertueuse »).
En 2004, les descendants de la Maison Impériale Qing l'élevèrent au rang de Huang-guifei, signifiant: Noble Épouse Impériale (皇貴妃) (épouse de premier rang).